# Hypericum williamsii
Hypericum williamsii är en johannesörtsväxtart som beskrevs av N. Robson. Hypericum williamsii ingår i släktet johannesörter, och familjen johannesörtsväxter. Inga underarter finns listade i Catalogue of Life.